# 오쿠비에

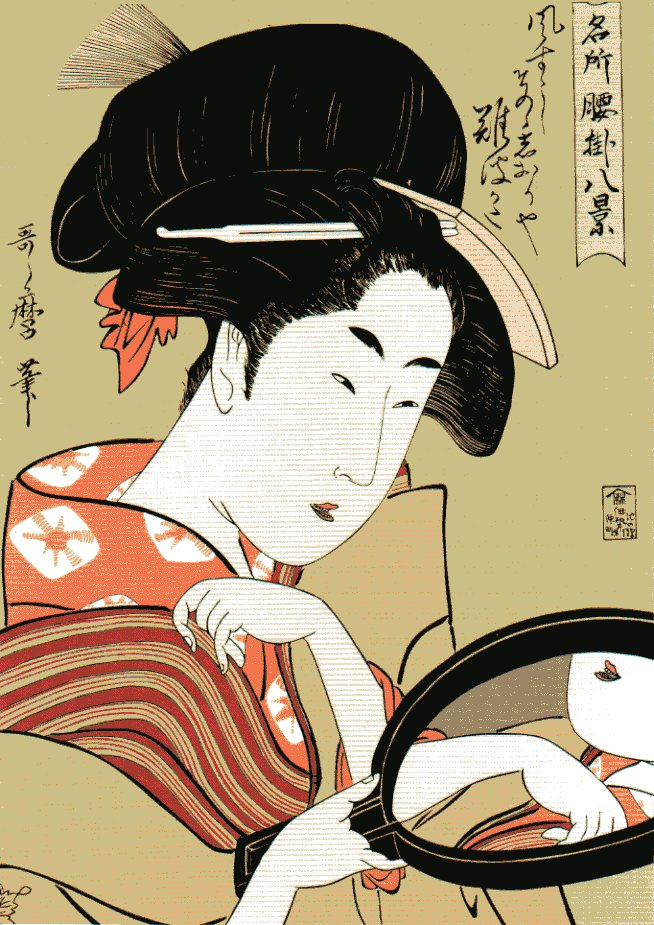
《거울 보는 여인》, 기타가와 우타마로

오쿠비에(일본어: 大首絵)는 우키요에 장르의 일본 초상화 또는 그림으로, 머리 또는 머리와 상반신만을 보여준다. 일반적으로 오쿠비에를 처음 만든 사람은 카츠카와 슌쇼 1세(1743~1812)로 알려져 있다. 그는 카츠카와 슌쇼와 함께 남성 가부키 배우들의 오쿠비에를 그렸다. 1790년대 초, 기타가와 우타마로는 아름다운 여성을 그린 최초의 오쿠비에(비진가 오쿠비에)를 그렸다. 1800년에 막부 당국은 오쿠비에를 금지했지만, 8년 후에 금지령이 해제되었다.

## 갤러리

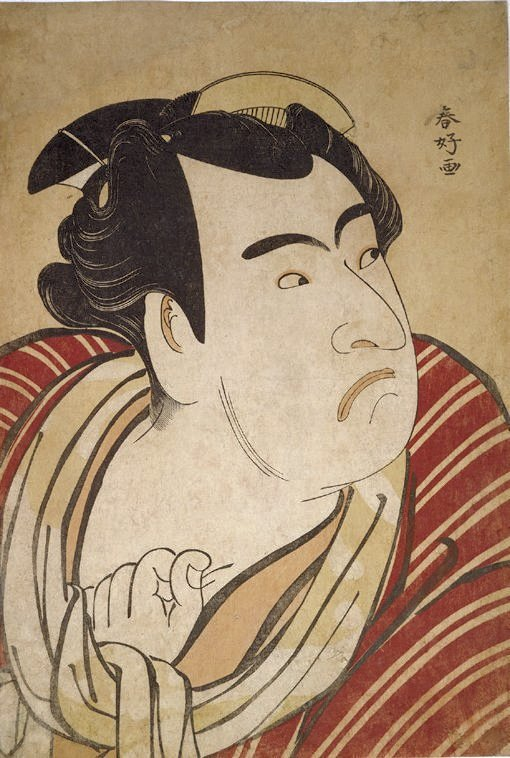
카츠카와 슌쇼 1세가 그린 오쿠비에
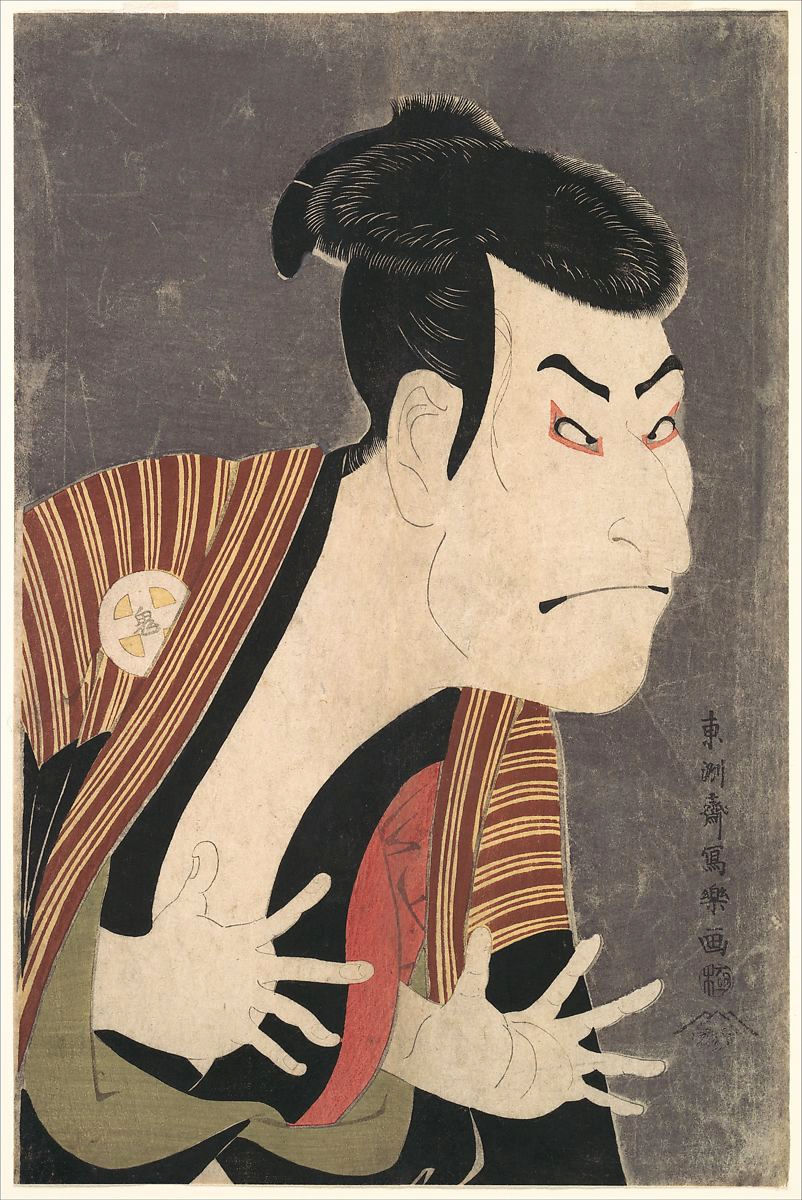
도슈사이 샤라쿠가 그린 오쿠비에, 1794년
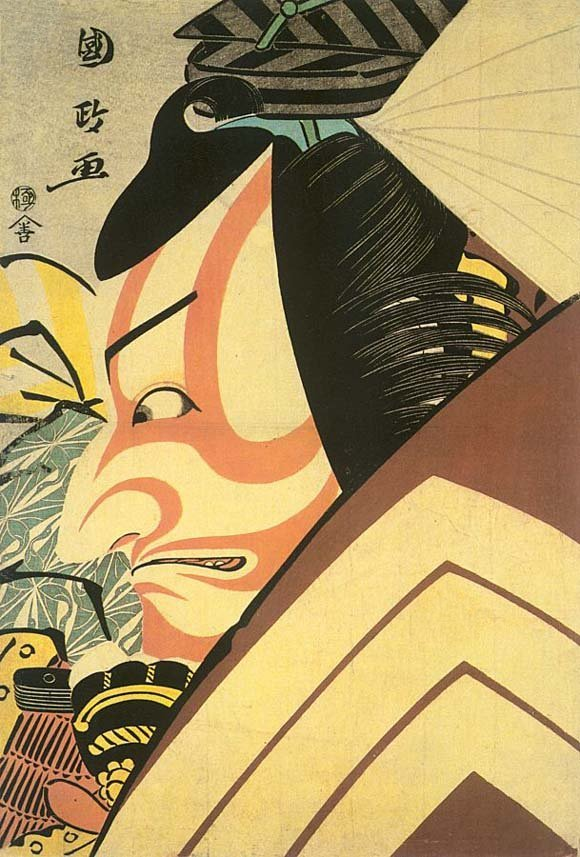
우타가와 쿠니마사가 그린 가부키 배우의 초상화, 1796년
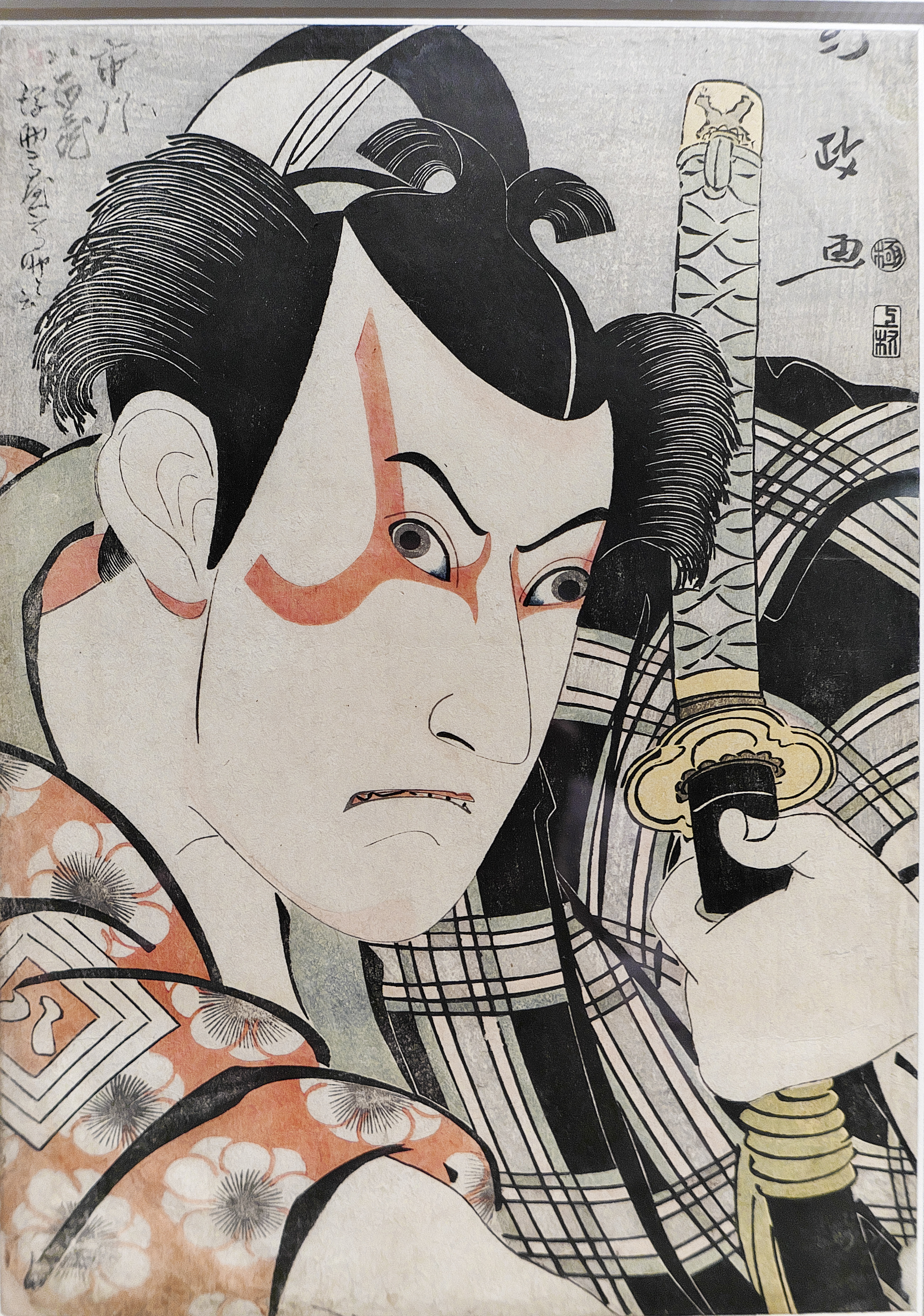
우타가와 쿠니마사가 그린 오쿠비에, 1796년
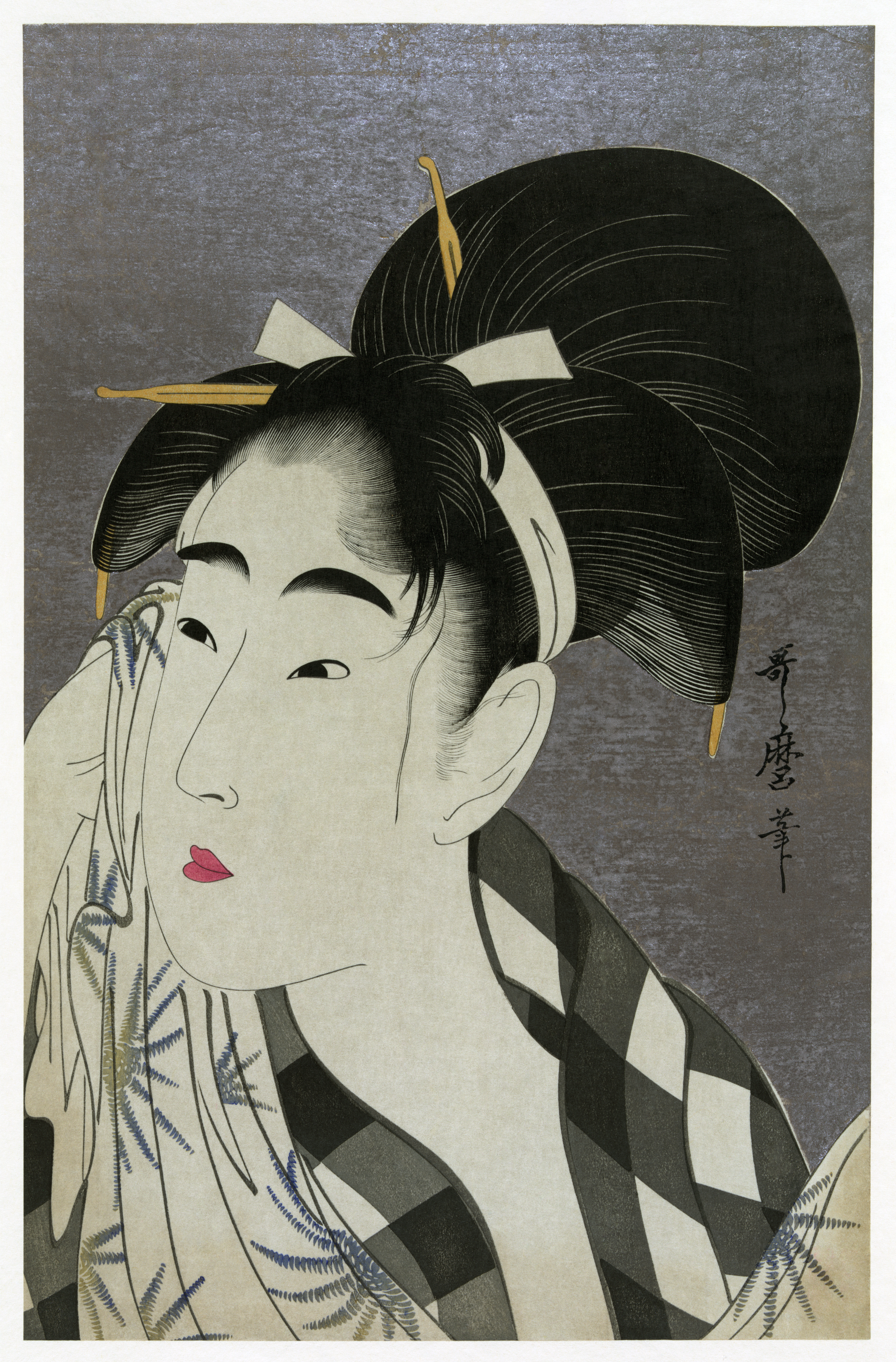
기타가와 우타마로가 그린 오쿠비에, 1798년
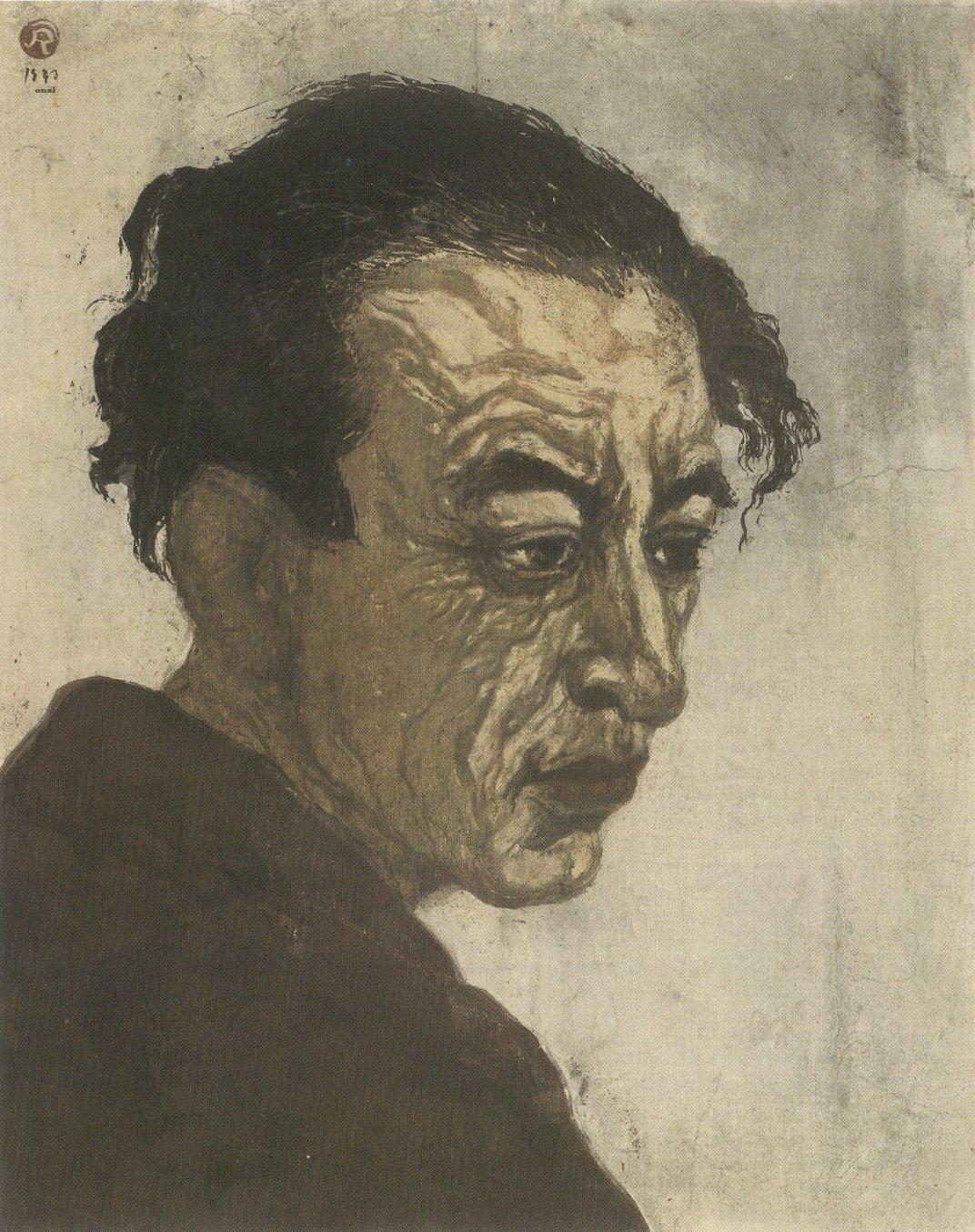
하기와라 사쿠타로의 초상화, Kōshirō Onchi, 1943년